# Mads Pedersen Berg
 Der er flere personer med dette navn, se Mads Pedersen.
Mads Pedersen Berg (13. november 1786 – 17. oktober 1861 i København) var en dansk smedemester og brandmajor.
Berg var søn af smed ved Holmen Peder Pedersen Berg og Elisabeth Magdalene Weile og blev selv klejnsmedemester. Berg var kaptajn, senere brandmajor og 1. meddirektør for Københavns Brandkorps under Johan Christian Kerrn og afgik samtidig med Kernn den 1. marts 1859. Han var Ridder af Dannebrog.
4. maj 1831 ægtede han i Vor Frue Kirke Anna Cathrine Thorstensen.